# کنمار (داکوتای شمالی)
کنمار(به انگلیسی: Kenmare) شهری در ایالت داکوتای شمالی کشور ایالات متحده آمریکا است که جمعیت آن در سرشماری سال ۲۰۱۰ میلادی، ۱٬۰۹۶ نفر بوده‌است.